# Meetklok

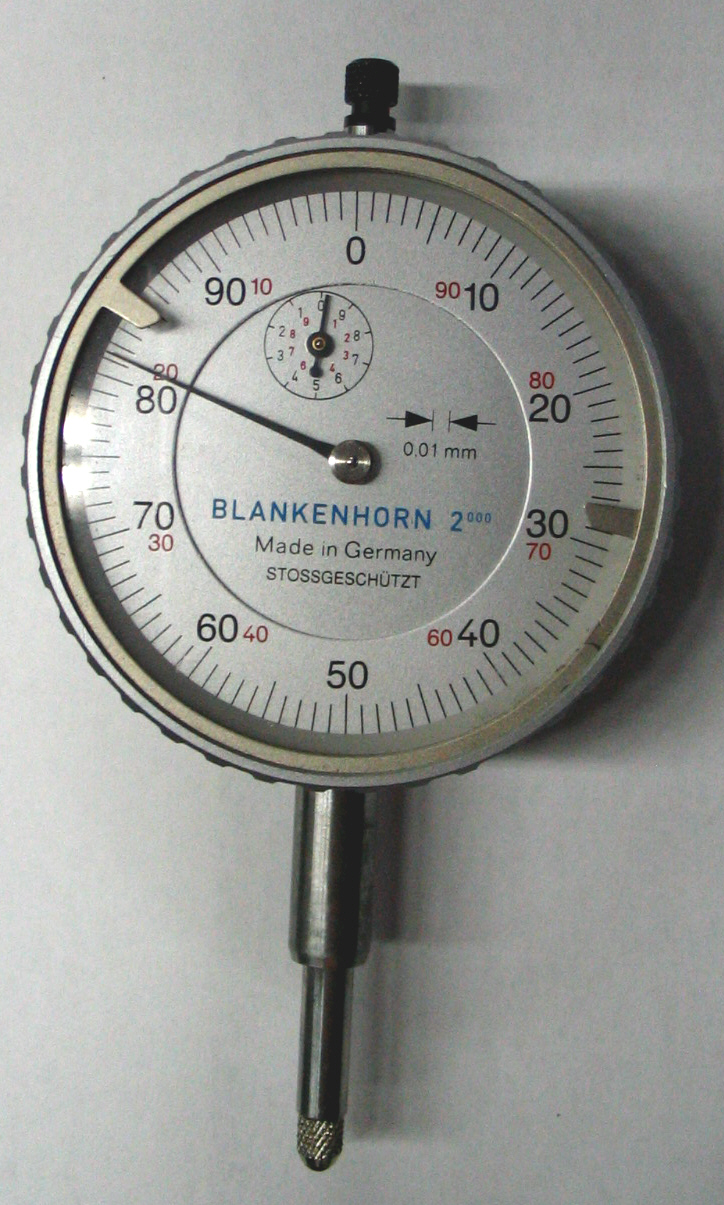
Meetklok

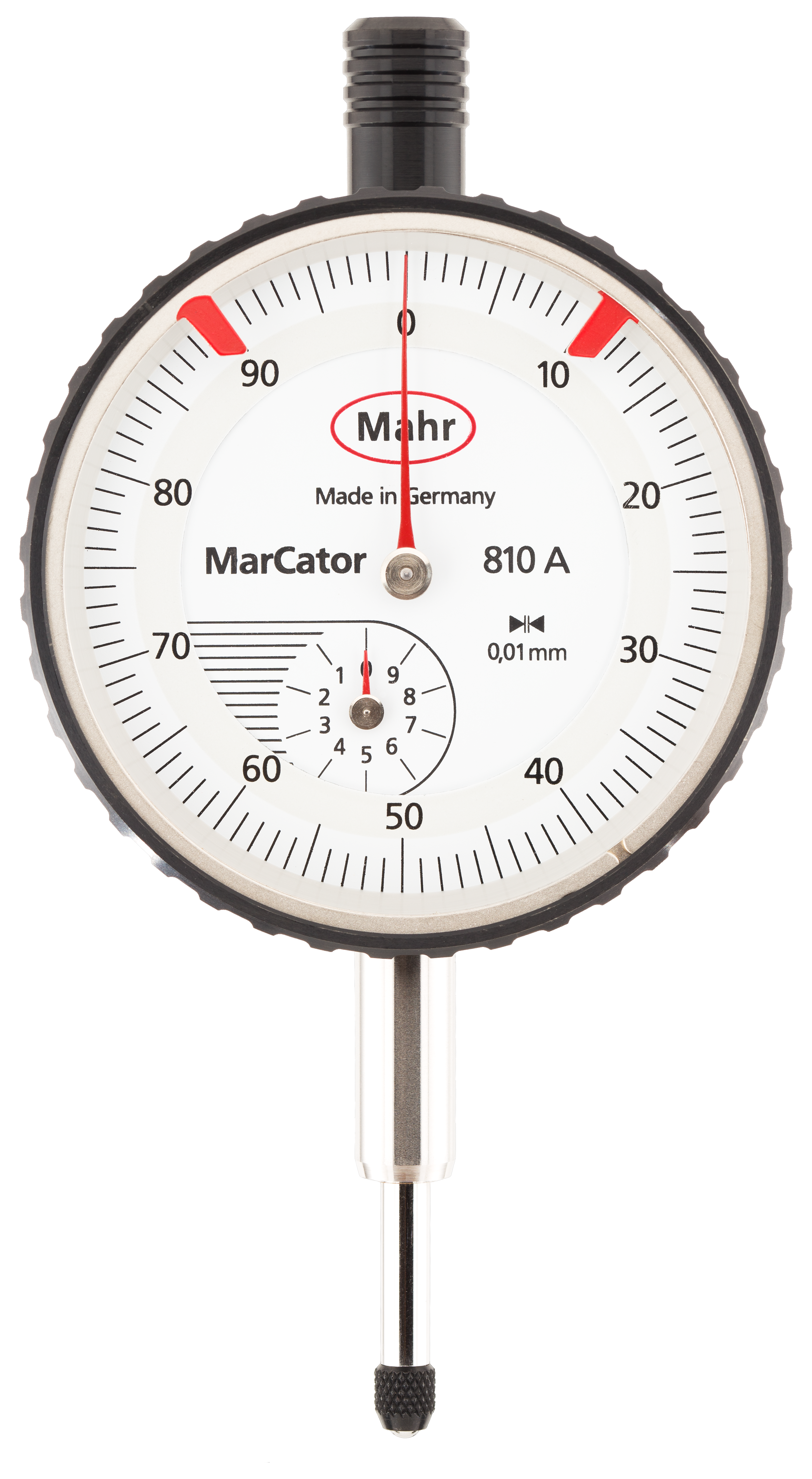
Meetklok, bereik van 10 mm

Een meetklok is een meetinstrument voor nauwkeurige meting of vergelijking van lengten en afstanden van een werkstuk. 
Met een meetstift wordt het oppervlak van het werkstuk afgetast. De positie van de meetstift is op een ronde schaal afleesbaar.